# El cuarto de Giovanni
El cuarto de Giovanni (título original en inglés, Giovanni's Room) es una novela de 1956 escrita por James Baldwin. El libro se centra en los acontecimientos de la vida de un hombre estadounidense que vive en París y en sus sentimientos y frustraciones con sus relaciones con otros hombres de su vida, en particular con un camarero italiano llamado Giovanni al que conoce en un bar gay parisino.
El cuarto de Giovanni destaca por acercar con empatía y arte representaciones complejas de la homosexualidad y la bisexualidad a un público lector, fomentando así un discurso público más amplio sobre cuestiones relativas al deseo entre personas del mismo sexo.

## Trama
David, un joven americano cuya novia se ha marchado a España para plantearse el matrimonio, se queda solo en París e inicia un romance con un italiano, Giovanni. Toda la historia es narrada por David durante "la noche que me conduce a la mañana más terrible de mi vida", cuando Giovanni será ejecutado. Baldwin aborda el aislamiento social, la crisis de identidad sexual y de género, así como los conflictos de masculinidad dentro de esta historia de un joven bisexual que navega por la esfera pública en una sociedad que rechaza un aspecto esencial de su sexualidad.

### Primera parte
David, en el sur de Francia, está a punto de coger un tren de vuelta a París. Su novia Hella, a la que había pedido matrimonio antes de que se fuera a España, ha regresado a Estados Unidos. Giovanni, por su parte, está a punto de ser guillotinado.
David recuerda su primera experiencia con un chico, Joey, que vivía en Brooklyn. Ambos congeniaron y acabaron teniendo un encuentro sexual durante una fiesta de pijamas. Los dos chicos empezaron a besarse y a tener relaciones sexuales. Al día siguiente, David se marchó y, poco después, empezó a acosar a Joey para sentirse un hombre de verdad.
David vive ahora con su padre, propenso a la bebida, y su tía, Ellen. Esta última reprende al padre por no ser un buen ejemplo para su hijo. El padre de David dice que lo único que quiere es que David se convierta en un hombre de verdad. Más tarde, David empieza a beber también, y bebe y conduce una vez, acabando en un accidente. De vuelta a casa, los dos hombres hablan y David convence a su padre para que le deje saltarse la universidad y consiga un trabajo. Decide entonces trasladarse a Francia para encontrarse a sí mismo.
Después de un año en París, sin un céntimo, llama a Jacques, un viejo conocido homosexual, para quedar a cenar y pedirle dinero. (En un prolepsis, Jacques y David se reencuentran y hablan de la caída de Giovanni). Los dos hombres van al bar gay de Guillaume. Conocen a Giovanni, el nuevo camarero, al que Jacques intenta insinuarse hasta que consigue hablar con Guillaume. Mientras tanto, David y Giovanni se hacen amigos. Más tarde, todos van a desayunar a un restaurante de Les Halles. Jacques le recomienda a David que no se avergüence de sentir amor; comen ostras y beben vino blanco.  Giovanni cuenta cómo conoció a Guillaume en un cine; cómo los dos cenaron juntos porque Giovanni quería una comida gratis. También explica que Guillaume es propenso a crear problemas. Más tarde, los dos hombres vuelven a la habitación de Giovanni y tienen relaciones sexuales.
El día de la ejecución de Giovanni, David está en su casa del sur de Francia. La portera viene a hacer el inventario, ya que al día siguiente se va a mudar. Le anima a casarse, a tener hijos y a rezar.

### Segunda parte
David se instala en la pequeña habitación de Giovanni. Abordan el tema de Hella, por quien Giovanni no está preocupado, pero que revela los prejuicios misóginos del italiano sobre las mujeres y la necesidad de que los hombres las dominen. A continuación, David describe brevemente la habitación de Giovanni, que siempre está a oscuras porque no hay cortinas y necesitan intimidad. A continuación, lee una carta de su padre en la que le pide que vuelva a América, pero él no quiere hacerlo. El joven se cruza con un marinero; David cree que el marinero es gay, aunque no está claro si es cierto o el marinero sólo está mirando a David.
Una carta posterior de Hella le anuncia que volverá en unos días, y David se da cuenta de que tiene que separarse pronto de Giovanni. Para demostrarse a sí mismo que no es homosexual, David busca a una mujer con la que pueda mantener relaciones sexuales. Conoce a una conocida, Sue, en un bar y vuelven a casa de ella y tienen sexo; él no quiere volver a verla y sólo la ha tenido para sentirse mejor consigo mismo. Cuando vuelve a la habitación, David encuentra a un histérico Giovanni, que ha sido despedido del bar de Guillaume.
Hella acaba volviendo y David abandona la habitación de Giovanni sin avisar durante tres días. Envía una carta a su padre pidiéndole dinero para su matrimonio. La pareja se cruza entonces con Jacques y Giovanni en una librería, lo que incomoda a Hella porque no le gustan los modales de Jacques. Después de acompañar a Hella a su habitación de hotel, David va a la habitación de Giovanni para hablar; el italiano está angustiado. David piensa que no pueden tener una vida juntos y siente que estaría sacrificando su virilidad si se queda con Giovanni. Se marcha, pero se cruza con Giovanni varias veces y le molestan los modales de "hada" que está desarrollando y su nueva relación con Jacques, que es un hombre mayor y más rico. Más tarde, David se entera de que Giovanni ya no está con Jacques y de que podría volver a trabajar en el bar de Guillaume.
La noticia del asesinato de Guillaume sale de repente a la luz y Giovanni es fustigado en todos los periódicos. David imagina que Giovanni ha vuelto al bar para pedir trabajo, hasta el punto de sacrificar su dignidad y aceptar acostarse con Guillaume. Se imagina que, después de que Giovanni se haya comprometido, Guillaume le pone excusas por las que no puede volver a contratarlo como camarero; en realidad, ambos saben que Giovanni ya no interesa a la clientela del bar de Guillaume, puesto que gran parte de su vida se ha hecho pública. Giovanni responde matando a Guillaume con rabia. Giovanni intenta esconderse, pero es descubierto por la policía y condenado a muerte por asesinato. Hella y David se trasladan entonces al sur de Francia, donde discuten sobre los roles de género y Hella expresa su deseo de vivir como mujer a las órdenes de un hombre. David, atormentado por la culpa ante la inminente ejecución de Giovanni, la abandona y se marcha unos días a Niza, donde pasa el tiempo con un marinero. Hella le encuentra y descubre su bisexualidad, que, según dice, sospechaba desde el principio. Decide amargamente volver a Estados Unidos. El libro termina con las imágenes mentales de David sobre la ejecución de Giovanni y su propia culpa.

## Personajes
- David, el protagonista y narrador de la novela. David es un hombre rubio estadounidense que pasa gran parte de la novela luchando contra su sexualidad y su homofobia interiorizada. Su madre murió cuando él tenía cinco años.
- Hella, la novia de David. Se conocieron en un bar de Saint-Germain-des-Prés. Ella es de Minneapolis y se trasladó a París para estudiar pintura, hasta que tiró la toalla y conoció a David por serendipia. A lo largo de la novela David pretende casarse con ella.
- Giovanni, un joven italiano que abandonó su pueblo después de que su novia diera a luz a un niño muerto. Trabaja de camarero en el bar gay de Guillaume. Giovanni es el personaje titular, cuya relación romántica con David les lleva a pasar gran parte de la historia en su apartamento. La habitación de Giovanni está muy sucia, con patatas podridas y vino por todas partes.
- Jacques, un viejo hombre de negocios americano, nacido en Bélgica. Gasta dinero en hombres jóvenes, uno de los cuales es David.
- Guillaume, el dueño de un bar gay en París.
- The Flaming Princess, un hombre mayor que le dice a David dentro del bar gay que Giovanni es muy peligroso.
- Madame Clothilde, la dueña del restaurante de Les Halles.
- Pierre, un joven del restaurante.
- Yves, un joven alto y picado de viruela que juega al pinball en el restaurante.
- El Conserje en el sur de Francia. Nació en Italia y se trasladó a Francia de niña. Su marido se llama Mario; perdieron todo su dinero en la Segunda Guerra Mundial, y dos de sus tres hijos murieron. Su hijo vivo tiene un hijo, también llamado Mario.
- Sue, una chica rubia de Filadelfia que procede de una familia rica y con la que David tiene un breve y arrepentido encuentro sexual.
- El padre de David. Su relación con David está enmascarada por una cordialidad artificial; no soporta reconocer que no están unidos y que podría haber fracasado en la crianza de su hijo. Se casó por segunda vez después de que David creciera, pero antes de que tuviera lugar la acción de la novela. A lo largo de la novela, el padre de David le envía dinero para que se mantenga en París y le ruega que regrese a América.
- Ellen, la tía paterna de David. Leía libros y tejía; en las fiestas se vestía con poca ropa y demasiado maquillaje. Le preocupaba que el padre de David fuera una influencia inapropiada en su desarrollo.
- Joey, un vecino de Coney Island, Brooklyn. La primera experiencia sexual de David fue con él.
- Beatrice, una mujer que ve el padre de David.
- El Hada, con quien David tuvo una relación en el ejército, y que más tarde fue licenciado por ser gay.

## Temas principales

### La alienación social
Uno de los temas de El cuarto de Giovanni es la alienación social. Susan Stryker señala que antes de escribir El cuarto de Giovanni, James Baldwin había emigrado recientemente a Europa y "sentía que los efectos del racismo en Estados Unidos nunca le permitirían ser visto simplemente como escritor, y temía que ser etiquetado como gay significaría que no podría ser escritor en absoluto." En El cuarto de Giovanni, David se enfrenta al mismo tipo de decisión; en apariencia, debe elegir entre su prometida estadounidense (y su conjunto de valores) y su novio europeo, pero en última instancia, al igual que Baldwin, debe enfrentarse a "ser alienado por la cultura que lo produjo."

### Identidad
En consonancia con el tema de la alienación social, esta novela también explora los temas del origen y la identidad. Como afirma Valerie Rohy, de la Universidad de Vermont, "las cuestiones de origen e identidad son fundamentales en El cuarto de Giovanni de James Baldwin, un texto que no sólo participa en la tradición de la novela de expatriados estadounidenses ejemplificada por Stein y, especialmente, por Henry James, sino que lo hace en relación con el lenguaje afroamericano de pasar y el género de la novela de paso. Como tal, El cuarto de Giovanni plantea cuestiones de nacionalismo, nostalgia y constitución de sujetos raciales y sexuales en términos especialmente resonantes para las políticas de identidad contemporáneas.

### Masculinidad
David se enfrenta a inseguridades relacionadas con su masculinidad a lo largo de la novela. Pasa mucho tiempo comparándose con todos los hombres que conoce, asegurándose de que su masculinidad performativa le permita "pasar" mientras negocia la esfera pública. Para David, la masculinidad está entrelazada con la identidad sexual, por lo que cree que sus deseos homosexuales van en contra de su masculinidad. Baldwin parece dirigir la fuente de su masculinidad tóxica hacia el padre de David, ya que éste adopta muchos de los rasgos problemáticos de su padre. David ansía una figura de autoridad y culpa a la falta de autoridad y responsabilidad de su padre de muchos de sus problemas a lo largo de la novela. Esto llega a un punto crítico cuando David conduce borracho (un hábito que atribuye a su padre) y sufre un accidente. Cuando llega su padre, todo lo que puede decir es: "No he hecho nada malo, ¿verdad?". Esto pone fin a la relación con su padre y consolida su comportamiento masculino tóxico.

### Hombría
La frase "hombría" se repite a lo largo del libro, de forma muy parecida a como se manifiesta la masculinidad. La diferencia entre los dos temas, en este caso, es que la hombría de David parece tener más que ver con sus relaciones sexuales, mientras que su masculinidad se guía por comportamientos públicos aprendidos que dice heredar de su padre. El odio hacia sí mismo y la proyección que le sobrevienen parecen representar el golpe final para un hombre que ya tenía una gran cantidad de disforia. El posicionamiento de Baldwin de la hombría dentro de la narrativa la alinea también con la nacionalidad, la sexualidad y todas las facetas de la actuación dentro de la esfera pública. Josep Armengol relacionó la descripción de la hombría de Baldwin como una forma de navegar por sus experiencias de negritud en la comunidad LGBTQ+, especialmente cuando David describe su primer encuentro con un chico llamado Joey. En esta descripción "negro" se convierte en un motivo para la experiencia y sus oscuros pensamientos en torno a Joey y su cuerpo.

### Espacios y movimiento LGBTQ+ en la esfera pública
Gran parte de la trama integral de Giovanni's Room ocurre dentro de espacios queer, siendo el bar gay que frecuenta David es el catalizador que no sólo impulsa la trama, sino que permite que ocurra. El bar actúa como mediador para David, Baldwin utiliza este escenario para plantear gran parte del conflicto de la novela, sin embargo, sigue siendo un lugar al que David regresa. La novela de Baldwin es uno de los retratos más precisos de las personas LGBTQ+ navegando por las esferas públicas y privadas de su tiempo. Negocia el comportamiento de las personas LGBTQ+ públicamente junto a los que todavía están "en el armario", como David, y cómo estas diferentes perspectivas tienen un efecto en el individuo, así como en la comunidad en la que navegan.

### Homosexualidad/Bisexualidad
La sexualidad es el tema principal y singular de la novela de Baldwin. Sin embargo, él capas de esta lectura de la sexualidad haciendo que el conflicto interno de David no sólo entre la homosexualidad y heteronormatividad, sino también, entre la homosexualidad y la bisexualidad.[cita requerida] Esta experiencia en capas refuerza la noción de que la experiencia de la sexualidad de David está ligada a su experiencia de las normas de género.[cita requerida] Lucha con la idea de que puede sentirse atraído por personas de ambos sexos porque lo ve como una prueba de su frágil masculinidad. Al crear esta manifestación, Baldwin describe con bastante precisión la experiencia bisexual masculina de la época, el sentimiento de indecisión e inseguridad. Es este retrato de la bisexualidad y de la experiencia de la bi-erosión lo que hace que la novela de Baldwin sea particularmente única.[cita requerida]

## Cuestión de bisexualidad
Ian Young sostiene que la novela retrata la vida homosexual y bisexual en el sociedad occidental como incómoda e incierta, respectivamente. Young también señala que, a pesar de la "ternura y las cualidades positivas" de la novela, ésta termina con un asesinato.
Estudios recientes se han centrado en la designación más precisa de la bisexualidad en la novela. Varios estudiosos han afirmado que los personajes, David y Giovanni, pueden considerarse bisexuales con mayor precisión. Como afirma Maiken Solli, aunque la mayoría de la gente lee a los personajes como gays/homosexuales, "... una perspectiva bisexual podría ser igual de valiosa y esclarecedora para entender el libro, así como para exponer la experiencia bisexual."
Aunque la novela se considera una novela homosexual y bisexual, Baldwin ha declarado en alguna ocasión que "no trataba tanto de la homosexualidad, sino de lo que ocurre si tienes tanto miedo que finalmente no puedes amar a nadie". El protagonista de la novela, David, parece incapaz de decidirse entre Hella y Giovanni y expresa tanto odio como amor por los dos, aunque a menudo se cuestiona si sus sentimientos son auténticos o superficiales.

## Inspiración

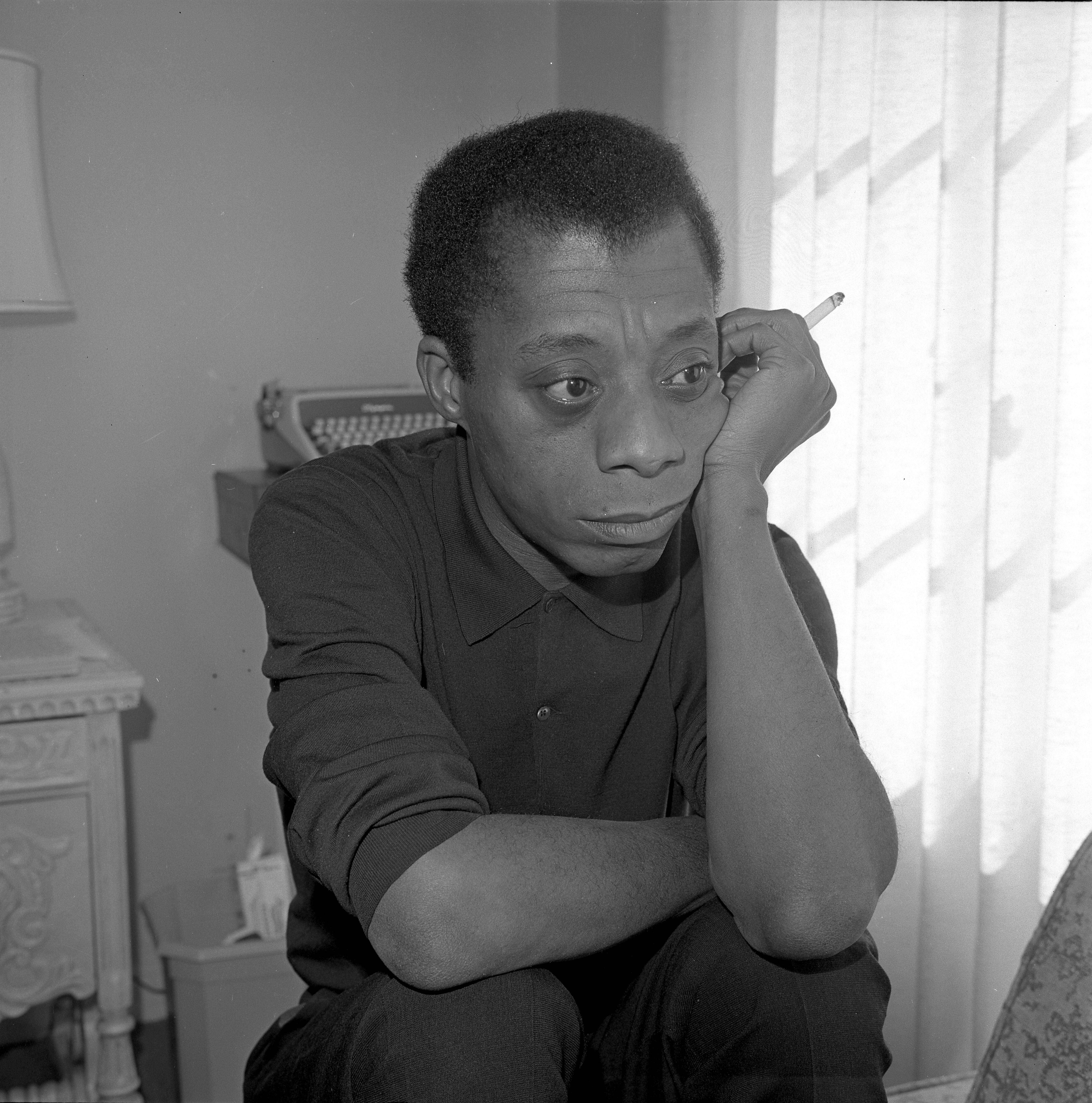
James Baldwin en 1964.

Se puede argumentar que David se parece a Baldwin en París, ya que abandonó Estados Unidos tras crecer bajo su racismo. David, aunque no es víctima del racismo como el propio Baldwin, es un americano que huye a París. Sin embargo, cuando se le preguntó si el libro era autobiográfico en una entrevista en 1980, Baldwin explicó que se vio influido por sus observaciones en París, pero que la novela no estaba necesariamente moldeada por sus propias experiencias:
"No, es más bien un estudio de cómo podría haber sido o de cómo siento que podría haber sido. Me refiero, por ejemplo, a algunas de las personas que he conocido. Nos conocimos en un bar, había un francés rubio sentado en una mesa, nos invitó a unas copas. Y, dos o tres días después, vi su cara en los titulares de un periódico de París. Lo habían detenido y luego lo habían guillotinado. Eso se me quedó grabado".

## Significado literario y crítica
Aunque Baldwin afirma que "la cuestión sexual y la cuestión racial siempre han estado entrelazadas", en El cuarto de Giovanni, todos los personajes son blancos. Esto fue una sorpresa para sus lectores, ya que Baldwin era conocido principalmente por su novela Ve y dilo en la montaña, que hace hincapié en la experiencia afroamericana. Al destacar la imposibilidad de abordar dos grandes temas a la vez en Estados Unidos, Baldwin declaró:
Ciertamente no habría podido -no en ese momento de mi vida- manejar el otro gran peso, el 'problema negro'. La luz sexual-moral era algo difícil de manejar. No podía manejar ambas propuestas en el mismo libro. No había espacio para ello.
Nathan A. Scott Jr., por ejemplo, afirmó que Go Tell It on the Mountain mostraba la "apasionada identificación" de Baldwin con su pueblo mientras que Giovanni's Room podía considerarse "como un desvío, como una especie de rodeo". La identidad de Baldwin como homosexual y hombre negro fue cuestionada tanto por los negros como por los blancos. Se cuestionó su masculinidad debido a su aparente deseo homosexual por los hombres blancos, lo que provocó que se le etiquetara como similar a una mujer blanca. Por ello, sus compañeros de raza lo consideraron "no lo suficientemente negro" y los líderes del Movimiento por los derechos civiles lo tacharon de subversivo.
El editor estadounidense de Baldwin, Knopf, le sugirió que "quemara" el libro porque el tema de la homosexualidad le alejaría de sus lectores entre la población negra. Le dijeron: "No puedes permitirte alejar a ese público. Este nuevo libro arruinará tu carrera, porque no estás escribiendo sobre las mismas cosas y de la misma manera que antes, y no publicaremos este libro como un favor para ti". Sin embargo, tras su publicación, los críticos tendieron a no ser tan duros gracias al prestigio de Baldwin como escritor. El cuarto de Giovanni ocupó el número 2 en una lista de las 100 mejores novelas de gays y lesbianas recopilada por The Publishing Triangle en 1999.